# نيكولا لوسون
نيكولا لوسون (بالفرنسية: Nicolas Lawson)‏ هو شخصية أعمال وسياسي توغولي، ولد في 11 مارس 1953. حزبياً، نشط في Party for Renewal and Redemption ‏.